# Jordanoleiopus ivorensis
Jordanoleiopus ivorensis là một loài bọ cánh cứng trong họ Cerambycidae.